# Vaught-Hemingway Stadium
O Vaught-Hemingway Stadium é um estádio localizado em Oxford, Mississippi, Estados Unidos, possui capacidade total para 64.038 pessoas, é a casa do time de futebol americano universitário Ole Miss Rebels football da Universidade do Mississippi. O estádio foi inaugurado em 1915.